# グアム海軍政府

グアム海軍政府
Naval Government of Guam

国歌: Hail, Columbia（英語）
コロンビア万歳
The Star-Spangled Banner（英語）
星条旗

グアム海軍政府（グアムかいぐんせいふ、英語: Naval Government of Guam）は、グアムに置かれていたアメリカ合衆国海軍省管轄下の軍事占領地である。

## 歴史
米西戦争中の1898年に臨時政府として設立され、戦争に敗れたスペインはパリ条約に調印し、グアムをアメリカ合衆国に譲渡した。現在では公用語となっているチャモロ語は、1922年に学校や職場といった公共の場での使用が禁止された。第二次世界大戦中の1941年から1944年までの日本軍によるグアムの占領時期を経て、1950年にグアム自治法が制定されたことで、アメリカ合衆国の準州となった。[citation needed]